# Scuola dei Parrucchieri
La Scuola dei Parrucchieri abritait l’école de dévotion et de charité de l’art des coiffeurs de perruques pour hommes et pour femmes de Venise. Elle est située calle drio la Chiesa près de l'église San Zaninovo dans le sestiere de Castello.

## Historique
En 1801, l'art des barbiers et des perruquiers, qui avaient comme patrons les mêmes saints de la schola de dévotion les saints Cosme et Damien, demanda à pouvoir utiliser l'autel de ce dernier, qui avait été supprimé en 1796 et d' utilise son penelo. Probablement un peu plus tard, la schola a été déplacée  dans une maison privée située à calle drio la chiesa, aujourd'hui au numéro N.A. 4361.

## L'art des parrucchieri
Les parrucchieri  réunirent les artisans qui travaillaient et vendaient des perruques. À partir de 1435, cet art rejoint les barbieri, mais plus tard ils se séparent et deviennent autonome. 
Les saints patrons de l'Art étaient Santi Cosma e Damiano. 
L'utilisation de la perruque fut introduite à Venise par l'abbé Vinciguerra Collalto, en 1668, et fut immédiatement un énorme succès, si bien qu'à la chute de la République, les parrucchieri dépassaient le nombre de 1 500.